# Silene aprica
Silene aprica là loài thực vật có hoa thuộc họ Cẩm chướng. Loài này được Turcz. miêu tả khoa học đầu tiên năm 1835.